# TED

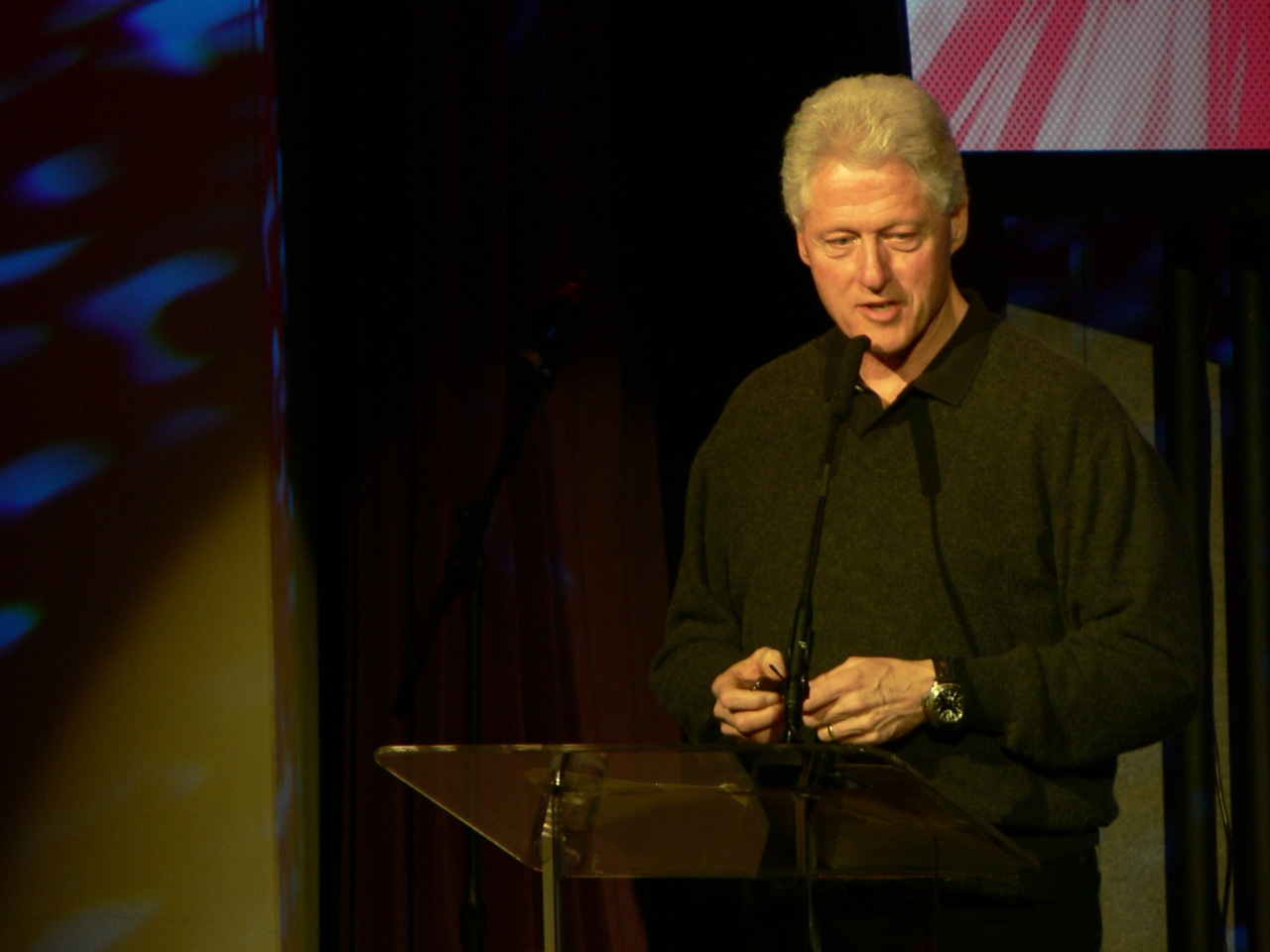
Bill Clinton na konferenci TED 2007

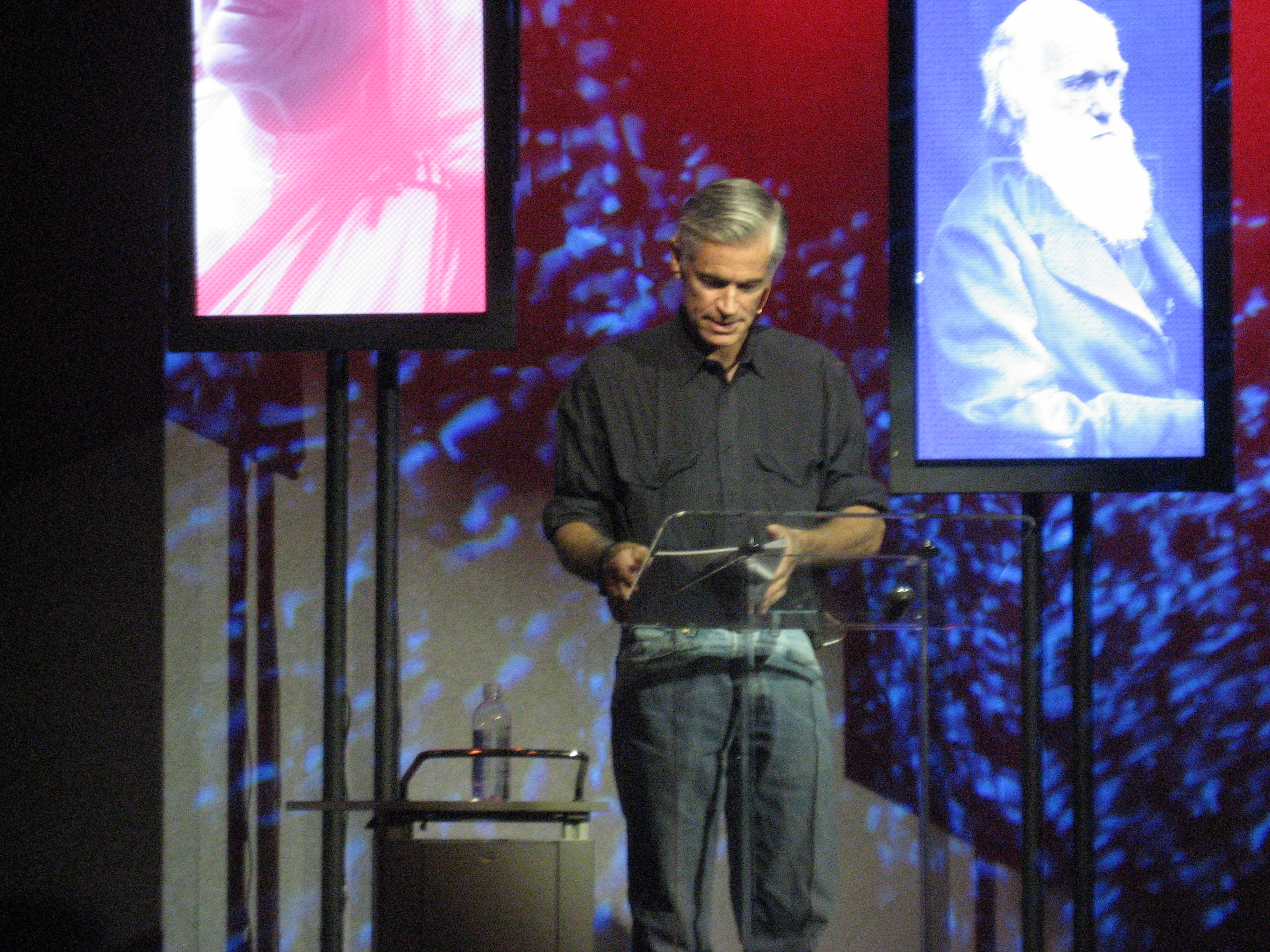
James Nachtwey na konferenci TED, 2007

TED (zkratka ze slov „Technology, Entertainment, Design“ nověji vykládaná jako „Thinkers, Enablers, Doers“) je každoroční konference a platforma postavená kolem hesla „myšlenky hodné šíření“ (ideas worth spreading). Jádrem a nejznámějším výstupem TEDu jsou tzv. TED Talks, záznamy z vystoupení, ke kterým jsou zváni hosté z různorodých oblastí vědy, techniky, umění, designu, politiky, vzdělání, kultury, byznysu, ale i občanští aktivisté a lidé, jejichž životní příběh může ostatní inspirovat. Mezi přednášející dosud byli i laureáti Nobelovy ceny, osobnosti z korporátního světa, ale i politiky jako Bill Clinton nebo Al Gore. Někteří vystupující se naopak stali známými po svém vystoupení na konferenci TED, jako například spisovatelka Susan Cainová nebo socioložka Brené Brownová.
TED byl založen Richardem Saulem Wurmanem a Harrym Marksem v roce 1984 a od roku 1990 se pořádá bez přestávky každoročně.
V roce 2001 převzal původně uzavřenou platformu TED od jejího zakladatele Richarda Wurmana její kurátor, mediální podnikatel Chris Anderson. Díky němu se z akce stala veřejná nezisková platforma s mnoha dalšími přesahy. Nejprve bylo 27. června 2006 na internetu zveřejněno prvních šest vystoupení. Do září téhož roku je vidělo přes milion lidí. Následně popularita TEDu rostla, zejména díky dceřiným iniciativám, jako je projekt překladů do národních jazyků a TEDx. Nejsledovanější videa dosahovala několika desítek milionů zhlédnutí.

## Formát TED Talk
Formát vystoupení na TEDu se stal sám o sobě fenoménem. Jeho podstatou je neformálnost, časový limit (maximálně 18 minut, většinou méně), důraz na přitažlivé podání i na srozumitelnost pro posluchače z jiných oborů. Jednotlivá vystoupení následují v těsném sledu po sobě v jednotlivých blocích, diskuse probíhá neformálně v kuloárech. Program konference je pravidelně doplňován o další kulturní složky.
Konference TED se do roku 2008 pořádala v kalifornském Monterey, ale od 2009 se pro velký počet návštěvníků musela přestěhovat do Long Beach. Po dalším rozvoji aktivit se koná mimo jiné i v kanadském Vancouveru.

## Další konference pod hlavičkou TED
Kromě vlajkové konference TED jsou organizována další paralelní setkání: TED Global, TED Summit, TED Fest, konající se na různých místech celého světa. Své samostatné místo mezi nimi zaujímá lékařská konference TEDMED. V listopadu 2009 se v indickém Maisúru uskutečnila konference nazvaná TEDIndia.

## Portál TED.com
Portál ted.com obsahoval k lednu 2017 záznamy více než 2 300 vystoupení z konferencí TED a TEDx, které bylo možno prohlížet online i stahovat. Od roku 2009 začala být videla doplněnována o titulky v původním jazyce s překlady dobrovolníků projektu TED Translators. Českými titulky bylo opatřeno několik set videí. Vystoupení Jen Brea z TED Summit 2016 o vzácných autoimunitních chorobách bylo jako první ze všech jazyků přeloženo právě do češtiny.  

## Dceřiné iniciativy

### Hnutí TEDx
Od roku 2009 je možné bezplatně získat licenci a uspořádat vlastní lokální konferenci v duchu a podle principů TED, takzvaný TEDx (viz samostatné heslo). Základní zkratka TEDx je doplněna o místo konání (TEDxPrague, TEDxBrussels, atd.), během prvních tří let proběhlo více než 5000 setkání po celém světě. Ve světě se konalo v průměru pět akcí TEDx denně, v České republice i na Slovensku několik do roka.
Speciální část programu TEDx tvoří samostatné konference TEDxWomen a Youth@TEDx, které se v jeden den po celém světě virtuálně propojují, aby se důkladněji dotkly témat žen, mládeže a studentů.

### TED Prize
V roce 2005 přibyla do nového, otevřeného portfolia cena TED (TED Prize), kterou nejprve získávali tři přednášející TEDu spolu s peněžní částkou 100 tisíc dolarů. Od roku 2013 začal cenu  ve výši 1 milion dolarů získávat jeden subjekt na realizaci svého projektu, kterým by mohl změnit svět k lepšímu. Laureáti svou vizi pravidelně přednášejí publiku konference TED.
- 2005[9]: Bono, Edward Burtynsky, Robert Fischell
- 2006[10]: Larry Brilliant, Jehane Noujaim, Cameron Sinclair
- 2007[11]: Bill Clinton, Edward O. Wilson, James Nachtwey
- 2008[12]: Neil Turok,  Dave Eggers, Karen Armstrong
- 2009[13]: Sylvia Earle, Jill Tarterová, José Antonio Abreu
- 2010[14]: Jamie Oliver
- 2011[15]: JR
- 2012[16]: The City 2.0
- 2013[17]: Sugata Mitra
- 2014[18]: Charmian Gooch, Global Witness
- 2015[19]:  Dave Isay, StoryCorps
- 2016[20]:  Sarah Parcak
- 2017[21]: Raj Panjabi